# Ökofaschismus
Ökofaschismus ist ein politischer Kampfbegriff, dem von einzelnen Autoren auch Potenziale eines analytischen Begriffs beigemessen werden. André Gorz sprach bereits 1978 vom Ökofaschismus, um (befürchtete) Formen eines Totalitarismus aufgrund einer ausschließlich ökologischen Orientierung der Politik zu charakterisieren. Der Begriff wird weiterhin verwendet, um radikale ökologische Ideologien zu kennzeichnen, die entweder umweltpolitische Vorstellungen mit autoritären Mitteln durchsetzen wollen oder eine konzeptionelle Nähe zu Ausprägungen des Faschismus beziehungsweise Nationalsozialismus haben.

## Wissenschaftliche Verwendung
Insbesondere in der Umweltphilosophie der Vereinigten Staaten wird der Begriff Ökofaschismus verwendet. Mit seiner Hilfe wird versucht, ökozentrische Positionen ideengeschichtlich einzuordnen. Der unter anderem auf Aldo Leopold aufbauende Ökozentrismus vertritt die Auffassung, dass beispielsweise „Ökosystemen“ oder „Biozönosen“ ein moralischer Eigenwert zukomme. Damit bricht diese ethische Konzeption, wie sie etwa von Baird Callicott vertreten wird, mit der in der aktuellen Ethik üblichen Auffassung, dass in erster Linie einzelne Individuen und nicht kollektive Ganzheiten als solche moralisch zu berücksichtigen sind. Diese Thematik wurde besonders von Michael E. Zimmerman untersucht.
Bernd Hamm und Barbara Rasche unterschieden 2002 entsprechend der Diskussion innerhalb des Bioregionalismus unterschiedliche Strömungen, die alle Globalisierung, staatliche Macht und Konsumorientierung ablehnten. Die „Ökofaschisten“ tendieren nach den durchgeführten Analysen weiterhin „dazu, einem vulgären Evolutionismus zu huldigen und die eigene Gruppe als genetisch besser zu betrachten als andere. Sie schließen sich in ihrer Region nach innen zusammen und andere aus. Sie wollen in den Bioregionen vor allem selbst überleben, während die Erde zugrunde geht. „Ökofaschismus“ ist in seinem Kern gruppen-egoistisch. Wesentlicher Grundpfeiler ist der Biologismus, der als Bestandteil reaktionärer Gesellschaftsentwürfe auch soziale Unterschiede erklärbar macht und die herrschenden Machtverhältnisse als ‚durch die Natur(gesetze) bedingt‘ festschreibt“. Anhänger dieser Sicht nehmen häufig die Position ein, dass aus der Zugehörigkeit zu einer Region, einer Nation oder einer Rasse das Recht auf einen bestimmten (höheren) Ressourcenverbrauch folge als für den Rest der Erdbevölkerung.
Vereinzelt wird der Begriff Ökofaschismus auch verwendet, wenn die Machtdimension der Umweltpolitik hinterfragt wird: Dann weist er „auf die Befürchtung einer machtpolitischen Dimension der gegenwärtigen Umwelt- und Naturschutzdiskussion hin“.

## Politische Verwendung
In der politischen Auseinandersetzung wird der Begriff insbesondere seitens der Linken auch als politisches Schlagwort und als polemischer Kampfbegriff genutzt. Das Schlagwort fand beispielsweise Verwendung als Vorwurf gegenüber der ÖDP in den 1980er Jahren, gegenüber ihrem damaligen Vorsitzenden Herbert Gruhl und auch in Bezug auf die deutsche Sektion des Weltbund zum Schutz des Lebens.
Verschiedene Quellen nennen den finnischen Tiefenökologen Pentti Linkola einen Ökofaschisten. In geringem Umfang wird der Begriff auch innerhalb der Neuen Rechten verwendet.
Dem Vorwurf des Ökofaschismus sahen sich in der Schweiz in der Abstimmungsdiskussion die Initianten der Ecopop-Initiative ausgesetzt. Der entsprechende Vorwurf wurde unter anderem von EDA-Staatssekretär Yves Rossier an einer CVP-Veranstaltung vom 11. Januar 2013 erhoben. Nach einer Klagedrohung entschuldigte sich Rossier allerdings für diesen Vorwurf.